# Kokos-Insel (Costa Rica)

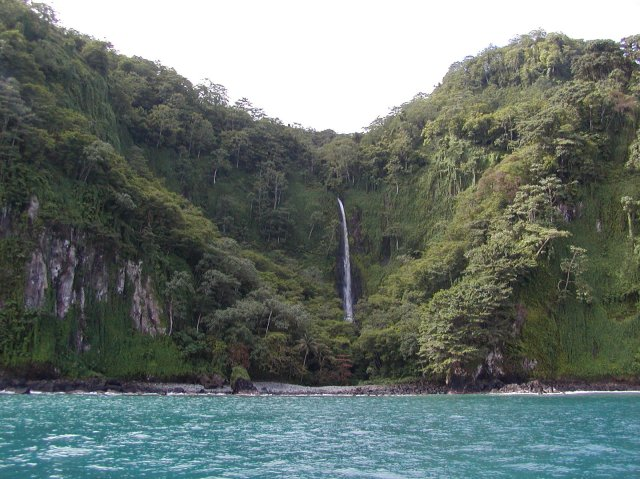
Wasserfall auf der Insel

Die Kokos-Insel (spanisch Isla del Coco, englisch Cocos Island) ist eine unbesiedelte Insel im östlichen Pazifischen Ozean. Sie gehört politisch zum Kanton Puntarenas der gleichnamigen Provinz des zentralamerikanischen Staates Costa Rica.
Die Insel ist vor allem durch zahlreiche Publikationen über Schätze populär geworden, die Piraten wie William Dampier, Benito Bonito oder Henry Morgan dort versteckt haben sollen. Es gab in der Vergangenheit mehrere Expeditionen, die große Teile der Insel durchwühlten, bislang ist jedoch kein größerer Schatzfund bekannt. Die weitere Schatzsuche ist untersagt, die Insel steht seit 1978 unter Naturschutz.

## Geographie
Die vorwiegend aus vulkanischen Gesteinen bestehende Insel liegt 494 km vor der Pazifikküste Costa Ricas auf dem sogenannten Kokosrücken (Cocos Ridge), einer über 1000 km langen und 250 bis 500 km breiten untermeerischen Struktur, die allgemein als Spur des Galápagos-Hotspot gedeutet wird. Nach der Kokosinsel ist die Kokosplatte benannt, die der Karibischen Platte aufliegt. In dieser tektonisch unruhigen Zone kann es zu Seebeben und Tsunamis kommen.
Die Kokosinsel ist annähernd rechteckig geformt, 7,49 km lang, bis zu 4,61 km breit und hat eine Fläche von 23,85 km². Die höchste Erhebung ist der Cerro Iglesias mit 634 m im Westen.

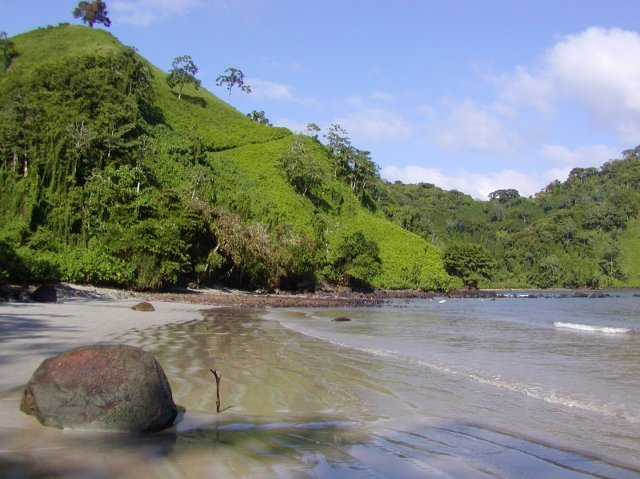
Chatham Bay

Der größte Teil der rund 24 km langen Küstenlinie besteht aus steilen Kliffen, die bis zu 200 m aus dem Meer aufragen. Nur an einigen Stellen sind schmale Strände und kleine Buchten entstanden. Im Norden gewähren zwei größere Buchten Zugang: die Chatham-Bucht (Bahía Chatham) und die Wafer-Bucht (Bahía Wafer), von denen jeweils breite Täler ins Inselinnere führen. Die häufigen Regenfälle haben zahlreiche Fließgewässer erzeugt, die oft mit spektakulären Küstenwasserfällen direkt ins Meer münden.
Vor der Südküste der Kokos-Insel liegen die kleinen Nebeninseln Bayo Alcyone und Isla Muela, im Osten die Isla Cóníco und im Norden Isla Manuelita. Zudem gibt es mehrere vorgelagerte Felsen, die das Ansteuern gefährlich machen, da sie teilweise unter Wasser liegen. Ein umgebendes Saumriff fehlt, eine starke Brandung erreicht die Insel unmittelbar.
Die Kokosinsel liegt in der tropischen Klimazone, und die häufigen und heftigen Regenfälle begünstigen eine üppig wachsende Vegetation. Die durchschnittliche Jahresregenmenge beträgt 1930 mm, fast das Vierfache dessen, was zum Beispiel jährlich in Leipzig niedergeht. Die Jahresdurchschnittstemperatur bewegt sich um 26 °C, wobei sich die einzelnen Monate nur geringfügig unterscheiden.

## Flora und Fauna
Seit 1978 ist die Kokosinsel ein Nationalpark von Costa Rica. 1997 wurde sie in die Liste der UNESCO-Welterbestätten aufgenommen.

### Flora
Der Name Kokosinsel ist insoweit irreführend, als Kokospalmen heute nur in geringer Zahl vorkommen. Der Pirat und Entdecker William Dampier beschrieb 1684 die Insel noch wie folgt:

„The Island Cocos is so named by the Spaniards, because there are abundance of Coco-nut Trees growing on it. They are not only in one or two places, but grow in great Groves, all round the Island [...]
Die Kokosinsel wird von den Spaniern so genannt, weil auf ihr eine Fülle von Kokosnussbäumen wächst. Sie kommen nicht nur an ein oder zwei Stellen vor, sondern wachsen in großen Hainen rund um die Insel [...]“

Ein anderer Pirat, Lionel Wafer (1640–1705), besuchte die Kokosinsel im Jahre 1685:

„Th’is so called from its Coco-Nuts, wherewith ‘tis plentifully stor’d. T’is but a small Island, yet a very pleasant one: For the middle of the Island is a steep Hill, surrounded all about with a Plain, declining to the Sea. This Plain, and particularly the Valley where you go ashore, is thick set with Coco-nut Trees, which flourish here very finely, it being a rich and fruitful Soil.
Ihren Namen verdankt sie ihren Kokosnüssen, mit denen sie reichlich versehen ist. Sie ist nur eine kleine Insel, aber dennoch eine sehr angenehme, denn in der Mitte der Insel liegt ein steiler Hügel, der rundherum von einer Ebene umgeben ist, die zum Meer hin abfällt. Diese Ebene und insbesondere das Tal, in dem man an Land geht, sind dicht mit Kokosnussbäumen bewachsen, die hier sehr gut gedeihen, da die Erde reich und fruchtbar ist.“

Aber bereits 1838 stellte Edward Belcher fest:

„The cocoa-nut has disappeared entirely from the eastern bay, but was noticed on spots to the westward.
Die Kokspalme ist aus der östlichen Bucht [Chatham Bucht] ganz verschwunden, wurde aber an einigen Stellen weiter westlich wahrgenommen.“

Heute ist die Insel mit einem dichten Regenwald bedeckt, doch sind Kokospalmen im Vergleich zu anderen tropischen Pazifikinseln, zum Beispiel den Tuamotus, nicht häufig. Was den Umbruch in der Vegetation seit dem 17. Jahrhundert bewirkt hat, ist ungeklärt. Der britische Botaniker William Botting Hemsley war der Auffassung, Bukanier und Walfänger hätten die Palmen gefällt, um die Kokosnüsse bequemer ernten zu können. Es scheint jedoch zweifelhaft, ob gelegentliche Besucher oder die kurze Besiedlung der Insel zwischen 1888 und 1903 mit nur wenigen Menschen einen derart verheerenden Eingriff in die Vegetation hätten bewirken können.
Die heutige Flora im Inselinnern besteht vorwiegend aus Arten, die mit denen des benachbarten amerikanischen Kontinentes verwandt sind, jedoch gibt es zahlreiche Endemiten. Auffallend ist die Abwesenheit der ansonsten an den Küsten Mittelamerikas häufigen Mangroven. Die mittleren Strandbereiche haben Strandwinden (Ipomoea pes-caprae) erobert. Daran schließen sich lichte Haine mit Hibiscus tiliaceus und Balsamapfel (Clusia rosea) an.
Der üppige, nahezu undurchdringliche Regenwald der Hochebene setzt sich aus verschiedenen Ficus-Arten, Brosimum guianense, Ameisenbäumen (Cecropia) und Balsabäumen (Ochroma) zusammen, die ein dichtes Gewirr von Epiphyten und Kletterpflanzen bedeckt. Als buschig wachsende Rand- und Unterpflanzen kommen die endemische Eugenia pacifica, der Seifenstrauch (Clidemia hirta), und Miconia dodecandra vor. In den höchsten Lagen wachsen Bäume der ursprünglich aus Asien stammenden Gattung Melastoma.
Die Farnartigen Pflanzen (Pteridophyta) sind häufig, besonders in den schattigen und feuchten Spalten. Darunter sind sechs Endemiten: Cyathea alfonsiana, Cyathea notabilis, Lycopodium brachiatum, eine Sumpffarnart (Thelypteris), Trichipteris nesiotica und der zu den Schleierfarnen gehörende Trichomanes capillaceum. Die am weitesten verbreitete Gattung ist die der Schwertfarne (Nephrolepis).

### Fauna
Von den 87 auf der Insel vorkommenden Vogelarten sind drei endemisch: Kokosinsel-Kuckuck (Coccyzus ferrugineus), Kokosinsel-Tyrann (Nesotricus ridgwayi) und Kokosfink (Pinaroloxias inornata). Auf den umgebenden Inselchen und Felsen brüten zahlreiche Seevögel, darunter Fregattvögel (Fregatidae), Rotfußtölpel (Sula sula), Feenseeschwalben (Gygis alba) und Noddis (Anous stolidus).
Die kleinen Strände sind bedeutende Brutplätze von Grünen Meeresschildkröten (Chelonia mydas). Zwei Arten von Echsen kommen vor: Anolis townsendi und Sphaerodactylus pacificus, beide endemisch. Säugetiere sind auf der Insel nicht indigen.

## Geschichte

### Vorgeschichte

Die Kokosinsel aus dem Theatrum Orbis Terrarum von Abraham Ortelius, Amsterdam 1589

Ob die Kokosinsel vor der europäischen Entdeckung bewohnt war, ist unklar. Die Fülle von Kokospalmen, die der Pirat Lionel Wafer beschreibt, könnte darauf hindeuten, dass Polynesier die Insel zumindest als zeitweiligen Aufenthalt gewählt haben. Der amerikanische Botaniker Elmer Drew Merrill war der Auffassung, das Vorkommen von Kokospalmen sei ein Indiz für die Besiedlung durch Polynesier. Polynesische Seefahrer führten auf ihren Reisen Samen und Stecklinge von Nutzpflanzen mit und pflanzten sie auf den von ihnen entdeckten Inseln aus.
Archäologen der „Norwegischen Archäologischen Expedition zur Osterinsel und in den Ostpazifik“ von Thor Heyerdahl untersuchten am 25. und 26. Juli 1956 die Bahía Wafer und die Bahía Chatham, ohne jedoch Grabungen vorzunehmen. Dabei wurden von Menschen angelegte Erdterrassen auf dem nördlichen Kap, das die Wafer- von der Chatham-Bucht trennt, festgestellt, sowie zwei parallele Reihen von eingegrabenen Felsblöcken unweit des Strandes in der Wafer-Bucht, die möglicherweise Überreste eines Fundamentes sind. Das Alter der Strukturen ist unbekannt. Es können Überreste der Gissler-Siedlung aus dem späten 19. Jahrhundert sein, es ist aber auch nicht auszuschließen, dass sie aus voreuropäischer Zeit stammen.

### Entdecker, Forscher und Wissenschaftler
Wer die Kokosinsel für Europa entdeckt hat, ist ebenfalls ungeklärt. Fest steht, dass sie bereits auf der Weltkarte von Nicolas Desliens von 1566 unter dem Namen „Y. de Coques“ und auf anderen Karten des 16. Jahrhunderts eingezeichnet ist, wenn auch mit unterschiedlichen Positionen. Die ungenaue Positionsbestimmung hatte zur Folge, dass die Insel von Fischern, Piraten und Handelsseglern gleich mehrfach neu „entdeckt“ wurde. Im 19. Jahrhundert war die Kokosinsel häufig Anlaufstelle von Walfängern, die dort ihre Frischwasservorräte ergänzten.
Am 25. Juli 1793 erreichte das britische Handelsschiff Rattler unter dem Kommando von James Colnett die Kokosinsel. Colnett interessierte sich nicht für die sagenhaften Schätze, sondern mehr für die unvergleichliche Natur.

„It is Otaheite on a small scale
Es ist Tahiti in kleinerem Maßstab.“

Er sah die Insel als möglichen Versorgungsstützpunkt für künftige Walfänger und Handelsfahrer, ließ daher in der Chatham-Bucht einen Eber und eine Sau sowie eine Ziege und einen Ziegenbock frei und brachte in der Wafer-Bucht Saatgut aus „jeder Art zum Nutzen und zur Bequemlichkeit derer, die uns folgen mögen“ ([…] of every kind, for the benefit and comfort of those who might come after us). Seinem 1798 veröffentlichten Bericht fügte Colnett eine detaillierte Karte der Insel bei.
Am 15. September 1789 startete der spanische Marineoffizier Alejandro Malaspina mit den Korvetten Descubierta und Atrevida (Kommandant Don José de Bustamante y Guerra) zu einer Reise um die Welt. Die Expedition wurde von führenden spanischen Wissenschaftlern begleitet. 1791 trennten sich die Schiffe, während Malaspina mit der Descubierta die mittelamerikanische Küste erforschte, segelte Bustamante mit der Atrevida zur Kokos-Insel, mit dem Ziel, deren nautische Position genau zu bestimmen. Wegen widriger Wetterverhältnisse, die vom 12. bis 14. Januar 1791 andauerten, war eine Landung nicht möglich. Bustamante beschränkte sich in seinen Aufzeichnungen daher auf eine kurze Beschreibung.
George Vancouver erreichte am 24. Januar 1795 mit der HMS Discovery und dem Begleitschiff HMS Chatham die Kokosinsel und blieb bis zum 27. Januar 1795. In seinen 1798 veröffentlichten Aufzeichnungen beschreibt er recht genau die Geografie, die Vegetation und das Wetter und macht nautische Angaben zur Position und zu möglichen Ankergründen. Auf der Insel sah er ein junges Schwein, offensichtlich ein Nachkomme der Tiere, die Colnett zwei Jahre zuvor ausgesetzt hatte. In der Chatham-Bucht ließ er das Datum seiner Ankunft sowie die Namen seiner beiden Schiffe und ihrer Kapitäne in einen Fels meißeln. Mögliche Schätze erwähnt er mit keinem Wort. In der unteren linken Ecke von Vancouvers Karte der Sandwich-Inseln (Hawaii) ist eine Detailkarte der Kokosinsel eingefügt.
Das Ende des afrikanischen Sklavenhandels Mitte des 19. Jahrhunderts führte in Südamerika zu einem Mangel an Arbeitskräften, der mit der oft zwangsweisen Anwerbung von Arbeitern von den polynesischen Inseln behoben werden sollte. Im Juli 1863 untersagten die Regierungen von Chile und Peru diese Praxis und verfügten die Rückführung der Polynesier. So sollte die peruanische Bark Adelante für 31,07 $ pro Person 429 polynesische Arbeitskräfte von Callao nach Tahiti bringen. Einige der Polynesier hatten sich jedoch mit Pocken infiziert. Entweder um sich vor Ansteckung zu schützen oder um sich den weiten Weg nach Tahiti zu sparen, setzte der deutsch-chilenische Kapitän August Grassau Stecker seine Passagiere fernab ihrer Heimat auf der unbewohnten Kokosinsel aus, wo sie am 21. Oktober 1863 von Kapitän Blake vom Walfangschiff Active aus New Bedford entdeckt wurden. Einige waren inzwischen an den Pocken gestorben, die restlichen rettete das peruanische Kriegsschiff Tumbes im November desselben Jahres.
Der britische Seefahrer und Forscher Edward Belcher nahm als Kommandant der HMS Sulphur von 1836 bis 1842 an einer Weltumrundung teil. Am 3. April 1838 erreichte die Sulphur die Kokos-Insel. Bei der Landung in der Chatham-Bucht am nächsten Tag fand Belcher dort zwei Schiffe vor. Matrosen dieser Schiffe hatten am Strand eine Hütte gebaut, weil sie es, wie sie angaben, bequemer fanden, sich an Land aufzuhalten als an Bord. Belcher nahm an, es seien Walfänger, allerdings ist nicht ausgeschlossen, dass es Piraten oder Schatzsucher waren, denn er bezeichnete sie als „offensichtlich schlechte Charaktere“ („They were evidently bad characters.“). Während seines dreitägigen Aufenthaltes erkundete Belcher die beiden großen Buchten und drang entlang eines Flusses ein Stück ins Landesinnere vor. In seinem Bericht macht er ausführliche und sachkundige Angaben zum Landschaftsbild und zur Vegetation der Insel.
Der Geologe, Chemiker, Ingenieur und Ichthyologe Alexander Agassiz besuchte insgesamt dreimal, zwischen 1891 and 1905, mit der Albatross die Kokos-Insel. Die R/V Albatross I war ein segel- und dampfgetriebenes Forschungsschiff der United States Fish Commission. Obwohl die Expeditionsteilnehmer auch die Kokos-Insel betraten, war das wesentliche Ziel der Expedition von 1891 die Erforschung der Tiefseefauna an der westlichen Seite des Isthmus von Panama.
Die Hopkins-Stanford Ornithological Expedition 1898/99 war von der Stanford University entsandt, um die Wirbeltiere der Galapagosinseln zu erforschen und Präparate für die Museen zu sammeln. Am 29. Juni 1899 erreichte das Forschungsschiff Julia E Whalen die Kokos-Insel und blieb bis zum 2. Juli 1899. Die Wissenschaftler sammelten Vogelbälger und Pflanzenproben. Die Expedition der California Academy of Sciences mit dem Schiff Academy landete 1905 auf dem Weg zu den Galapagos-Inseln auch in der Chatham-Bucht und sammelte Insekten und Pflanzenproben.
Zu Beginn des 20. Jahrhunderts führten weitere Forschungsreisen, die keine Schatzsuchen waren, zur Kokos-Insel, zum Beispiel die St. George Expedition to the Pacific 1924 mit dem Schiff Saint Georges in Auftrag des Britischen Museums, William Kissam Vanderbilt II. (* 26. Juli 1875; † 31. Mai 1965) mit seiner Yacht Eagle und der Amateurbiologe Allan Hancock, Eigentümer der Rancho La Brea Oil Company und Gründer des Hancock Institute for Marine Studies der University of Southern California, mit seiner Forschungsyacht Velero III in den Jahren 1932, 1933 und 1938.

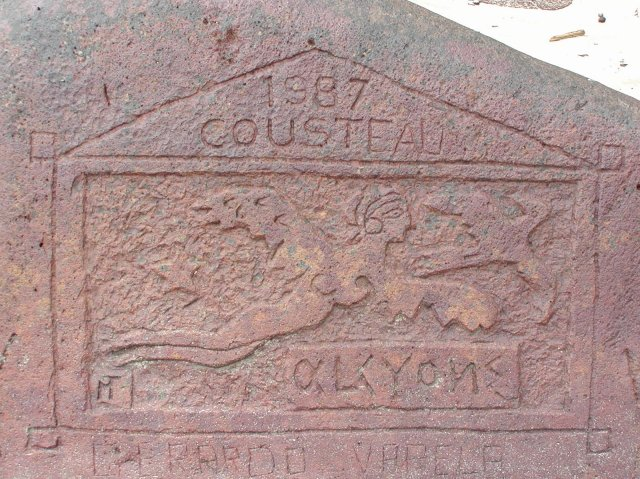
„Graffito“ von Jacques Cousteau auf der Kokosinsel; die Inschrift in griechischen Buchstaben nimmt Bezug auf die Halkyon-Sage

In der zweiten Hälfte des 20. Jahrhunderts besuchten die Dokumentarfilmer Hans Hass (1954) und Jacques-Yves Cousteau (1987) die Kokosinsel. Sie interessierten sich weniger für die angeblich dort versteckten Schätze als für die einzigartige Unterwasserwelt.
Unter dem Präsidenten Jesús Jiménez Zamora (1823–1897) wurde die Kokosinsel 1869 in den Staat Costa Rica eingegliedert. 1936 gab Costa Rica eine Serie von Briefmarken heraus, auf denen eine Karte der Insel abgebildet war.
Heute sind die einzigen Inselbewohner Nationalpark-Ranger, die zeitweilig dort stationiert sind und darauf achten, dass die gelegentlichen Tauchtouristen keine Schäden anrichten.

## Schätze und Schatzsucher
Die Geschichte der Schätze der Kokosinsel ist voller Gerüchte, Spekulationen und unbewiesener Behauptungen. Halbwahrheiten, Wunschdenken und reine Phantasie gehen ineinander über und sind nur schwer zu trennen. Historisch gesicherte Fakten sind rar. Auf der Insel sollen angeblich gleich mehrere Schätze verborgen sein:

### Schätze
Dem britischen Piraten und Entdecker William Dampier wird nachgesagt, einen Teil seiner Beute dort versteckt zu haben.:29 In seinen Aufzeichnungen beschreibt Dampier zwar die Kokos-Insel anhand von Erkenntnissen der Spanier und des englischen Piratenkapitäns John Eaton, er hat allerdings die Insel selbst nicht betreten.:111 Dampier war auch nicht Kommandant eines Freibeuterschiffes, sondern nur einfaches Mannschaftsmitglied unter Kapitän John Cook. Außerdem war jene Kaperfahrt nicht sehr erfolgreich, sodass es  wenig wahrscheinlich erscheint, dass die Piratencrew eine Beute von großem Wert gemacht hatte. Englische Freibeuter nutzten die Kokos-Insel zu dieser Zeit, um Kokosnüsse und Frischwasser aufzunehmen und legten dort Lebensmitteldepots an.
Ähnliches wird von Henry Morgan behauptet. Der ausführlichen Biografie von Exquemelin ist jedoch nicht zu entnehmen, dass Morgan jemals in den Pazifik gesegelt wäre. Sein Tätigkeitsfeld waren vielmehr die Gewässer der Karibik und die spanischen Küstenstädte Mittelamerikas.
Der Pirat Edward Davis ging im 17. Jahrhundert mit seinem Schiff Bachelors Delight von den Galápagos-Inseln und von der Kokosinsel aus im Pazifik auf Raubzüge. Unter anderem attackierte er 1685 vor Panama die Schatzflotte von Lima und 1687 die damals spanische Hafenstadt Guayaquil. Es wird vermutet, dass er Teile seiner Beute auf der Kokosinsel versteckt hat.:32-33
Der als grausam beschriebene Pirat Benito Bonito, mit den Beinamen „Dom Pedro“ oder „Blutiges Schwert“, hat angeblich 1819 eine Ladung Gold und Juwelen in der mexikanischen Hafenstadt Acapulco geraubt, um sie anschließend in der Wafer-Bucht zu vergraben.:52 Er soll eine Karte hinterlassen haben, die der Enkel eines Besatzungsmitgliedes von Bonitos Schiff an den deutschen Schatzsucher Gissler verkaufte.
Höchstwahrscheinlich ist Benito Bonito eine Phantasiegestalt, ein Pirat, Freibeuter, Privateer oder Bukanier mit diesem Namen ist historisch nicht belegt. In den zahlreichen Publikationen um die „Schatzinsel“ wird er höchst unterschiedlich geschildert. Weitgehende Einigkeit besteht lediglich darin, dass er in der ersten Hälfte des 19. Jahrhunderts gelebt hat. Wahrscheinlich liegt eine Verwechslung mit dem spanischen Piraten Benito de Soto (* 22. April 1805 in Pontevedra; † 25. Januar 1830 in Cádiz gehenkt) vor. Benito Bonito ist ein Mythos, ein Konglomerat aus Versatzstücken verschiedener Biografien real existierender Personen. Dazu gehören: Benito Socarras Y Aguero, Kommandant der spanischen Guarda-Costa-Sloop St. Francis de la Vela, Don Benito Derezans, Kapitän des Sklavenschiffes Relampago, Don Pedro Gilbert (* um 1800; † 11. Juni 1835 in Boston hingerichtet), Privateer im Atlantik und der Karibik sowie einzelne Details aus dem Leben anderer Piraten.
Während der Südamerikanischen Unabhängigkeitskriege in der ersten Hälfte des 19. Jahrhunderts gab Spanien nach und nach seine südamerikanischen Kolonien auf. Die weltlichen und kirchlichen Würdenträger sowie die reichen Handelsherren von Lima, der damaligen Hauptstadt der spanischen Kolonie Peru, wollten ihre angesammelten Besitztümer vor den Aufständischen retten. Sie vertrauten angeblich ihre Schätze, darunter die zentnerschwere, massiv goldene Madonna aus der Kathedrale von Lima, einem schottischen Kapitän namens William Thompson an, dessen Schoner Mary Dear zufällig in Callao lag, der Hafenstadt von Lima. Thompson sollte die Kostbarkeiten nach Panama in Sicherheit bringen. Er hatte jedoch nicht die Absicht, den Vertrag einzuhalten, entledigte sich seiner spanischen Bewacher auf hoher See und brachte die wertvolle Ladung angeblich zur Kokosinsel, wo er sie in einer Höhle versteckt haben soll.
Der sogenannte „Kirchenschatz von Lima“ wird unterschiedlich beschrieben: Goldmünzen und prachtvolle Gerätschaften, Edelsteine und Statuen sowie eine „lebensgroße Goldfigur der Muttergottes, reich mit Edelsteinen besetzt und mehr als eine Tonne schwer“. Nach anderen Quellen: „Haufen von Gold und Silber, zahllose Münzen, goldene Statuen, seltsames Gerät mit Ornamenten, Kisten voller Edelsteine und zwei große Truhen, die noch verschlossen waren“, außerdem ein Skelett sowie Papierrollen und Dokumente.:54 u. 188

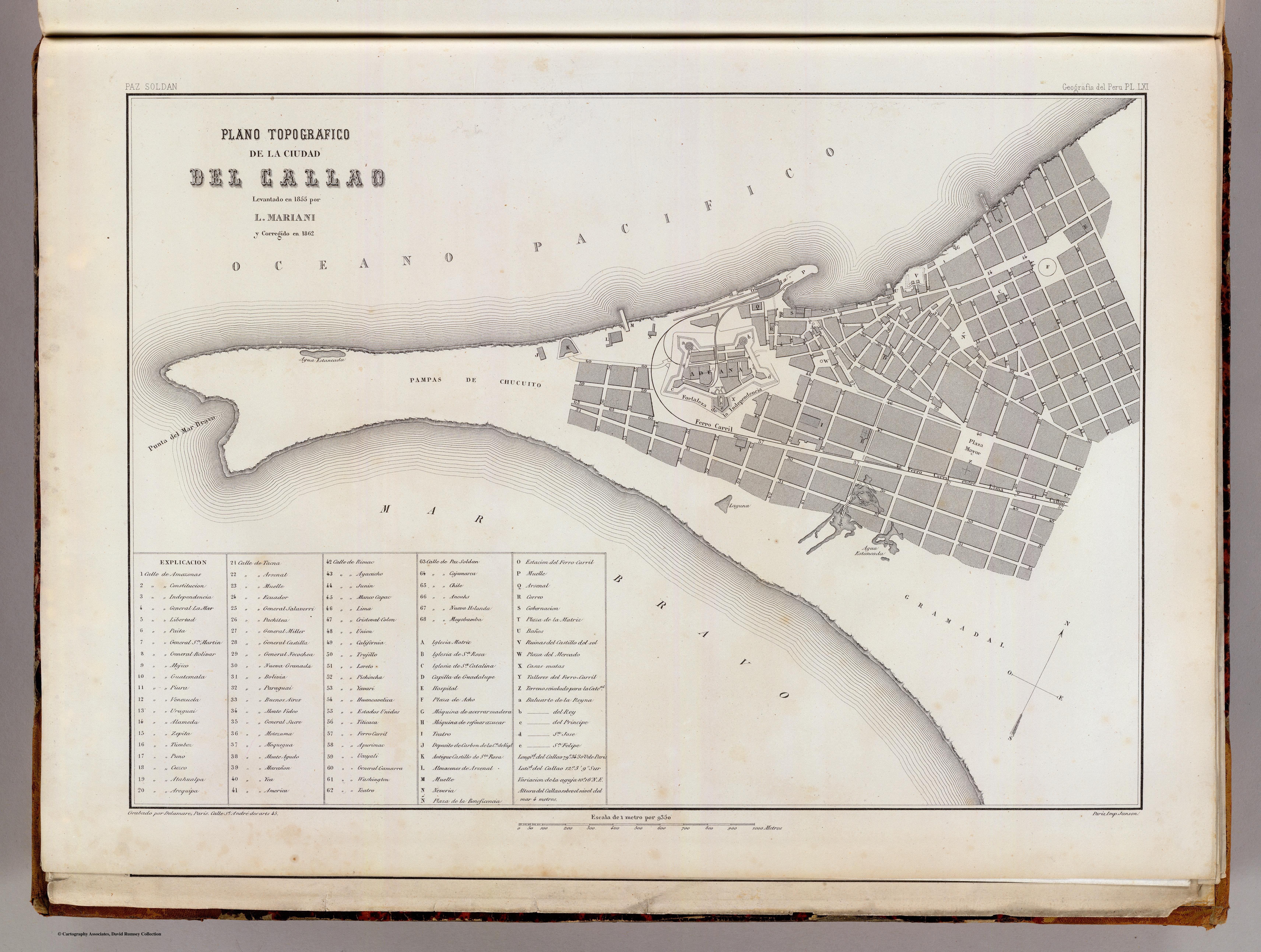
Historischer Plan von Callao mit der Fortaleza del Real Felipe

Die historisch gesicherten Fakten sind jedoch folgende: General José de San Martín, Kämpfer für die Unabhängigkeit der spanischen Kolonien in Südamerika, setzte 1820 mit seiner berühmt gewordenen Expedition zur Befreiung Perus zur Eroberung von Lima an. Die reichen spanischen Handelsherren wollten ihre angesammelten Besitztümer sichern und deponierten sie in der Fortaleza del Real Felipe, der Mitte des 18. Jahrhunderts gebauten, massiven Festung am Hafen von Callao. Die dem spanischen König treuen Truppen unter Marschall José de la Mar (* 12. Mai 1778 in Cuenca (Ecuador); † 11. Oktober 1830 in Costa Rica), dem Gouverneur von Callao, hatten sich in der nahezu uneinnehmbaren Festung verschanzt. Der Hafen selbst war von den Kriegsschiffen des auf Seiten der Aufständischen kämpfenden britischen Vizeadmirals Cochrane blockiert.
Cochrane scheute die Einnahme der gut verteidigten Festung und setzte auf Verhandlungen, zumal sich seine Blockadeschiffe in Versorgungsschwierigkeiten befanden. Gegen den Willen von San Martín bot er den Spaniern freien Abzug mit ihren gesamten Besitztümern an.

„[…] the said enemy had relieved and reinforced the fortress, and then coolly walked off unmolested with plate and money to the amount of many millions of dollars; in fact, the whole wealth of Lima, which, as has been said, was deposited by the inhabitants in the fortress for security.
[…] der besagte Feind hatte die Festung entlastet und verstärkt und zog dann kühl und unbehelligt davon, mit Silber und Geld im Wert von vielen Millionen Dollar; in der Tat dem gesamten Reichtum Limas, der, wie gesagt, von den Einwohnern zur Sicherheit in der Festung deponiert wurde.“

San Martín beschuldigte Cochrane später, einen Teil der Wertsachen als Lösegeld erhalten zu haben. In seinen Aufzeichnungen bestreitet er dies vehement.
Dieses Geschehen wird von einem weiteren Zeitzeugen, dem britischen Seeoffizier und Forschungsreisenden Basil Hall bestätigt:

„The Spaniards remained but a few days in Callao, and then retired to the interior for want of provisions, carrying off the treasure which had been deposited in the castle.
Die Spanier blieben nur wenige Tage in Callao und zogen sich dann aus Mangel an Proviant ins Landesinnere zurück, wobei sie den in der Burg deponierten Schatz mitnahmen.“

Es gibt keinen seriösen Beleg dafür, dass der „Lima-Schatz“ in der von den diversen Schatzsuchern geschilderten Form existiert hat. Ein historisches Dokument zu einer zentnerschweren, massiv goldenen Madonnenfigur in der Kathedrale von Lima ist nicht bekannt. Hingegen waren (und sind es heute noch) hölzerne, mit Blattgold belegte Madonnenfiguren in zahlreichen Kirchen Südamerikas keine Seltenheit. Ebenso wenig ist belegt, dass die in der Festung deponierten Wertsachen Callao mit der Mary Dear verlassen haben. Aus zeitgenössischen Berichten geht hervor, dass die Spanier ihre Besitztümer mit Duldung der Revolutionäre selbst in Sicherheit brachten. Dokumentarische Beweise zu Kapitän Thompson und der Mary Dear gibt es nicht. Im Lloyd’s Register of Shipping des Jahres 1820 ist zwar der Name eines Kapitäns Thompson mehrfach aufgeführt (Thompson ist in Großbritannien ein relativ häufiger Name), nicht jedoch ein Schiff mit Namen Mary Dear.
In der Sekundärliteratur wird Thompsons Biografie höchst unterschiedlich beschrieben. Bereits über den Namen herrscht Uneinigkeit. Während er bei Hancock noch neutral als „one Captain Thompson a Scot“:20 bezeichnet wird, heißt er bei Fitzgerald „Marion Thompson“:120, bei Disch-Lauxmann „James Thompson“:48  und bei Knobloch „William Thompson“:47.
Eine weitere, eher wenig glaubhafte Geschichte, eine Variante der Legende vom Kirchenschatz von Lima und der Mary Dear, ist die des Schoners Black Witch aus Salem (Massachusetts), der zur Kokos-Insel segelte, beladen mit Schätzen, die eine Gruppe von Halunken während der Wirren der Südamerikanischen Unabhängigkeitskriege aus Kirchen und Palästen in Peru geraubt hatte. Als das Gold und Silber auf der Kokos-Insel versteckt war, fuhren die Männer davon, um als Piraten weitere Beute zu machen. Die Black Witch havarierte jedoch kurz danach in einem Sturm. Nur wenige aus der Besatzung und der Kapitän des Schoners mit Namen Schmidt (je nach Quelle auch: Shmid, Smith) konnten sich retten. Schmidt kam schließlich auf nicht näher beschriebenen Wegen nach Hause, erkrankte jedoch, bevor er die versteckte Beute heben konnte. Kurz vor seinem Tod vertraute er das Geheimnis seinem Sohn an, der zur Kokos-Insel segelte und den Schatz im Wert von 50 Millionen Dollar hob, ihn aber zur Sicherheit auf einer anderen, unbewohnten Pazifikinsel erneut vergrub. Schmidt (-Sohn) und die Seeleute, die den Schatz gehoben, transportiert und wieder versteckt hatten, gingen erneut auf Raubzug und kaperten angeblich drei Schiffe, die Gold von Australien nach England bringen sollten. Betrunken gerieten sie jedoch in Streit über die Verteilung der Beute und brachten sich gegenseitig um. Durch eine umgefallene Lampe geriet das Schiff in Brand und sank. Nur der Erzähler (oder Erfinder) dieses Seemannsgarns, der sich „Captain James Brown“ nannte, überlebte, konnte sich in das Beiboot retten und erreichte schließlich Australien.
Jener Captain Brown reiste durch die Vereinigten Staaten, um Geld für die Hebung des Schatzes der Black Witch zu sammeln und fand schließlich Finanziers. Am 20. Juli 1902 verließ der Schoner Herman den Hafen von San Francisco und segelte nach Australien. Angeblich war Brown ständig betrunken, wurde gewalttätig und versuchte in Sydney das Schiff zu verkaufen. Er weigerte sich, die Insel preiszugeben, auf der der Schatz versteckt sein sollte, weil er Angst vor den Geistern der ermordeten Piraten hatte. Die Expedition endete ohne Ergebnis und die Investoren verloren ihr gesamtes Geld.
Die Mär ähnelt der vom Kirchenschatz aus der Kathedrale von Pisco, der auf der Insel Pinaki vergraben sein soll. Sie ist voller Ungereimtheiten und Widersprüche und vereinigt alle wohlbekannten Gemeinplätze um vergrabene Piratenschätze. Es ist nicht bekannt, dass „Captain Brown“ jemals einen Schatz gefunden hätte.

### Schatzsucher
Unzählige Glücksritter machten sich im Laufe der letzten 150 Jahre auf, um die legendären Piratenschätze zu suchen. Peter Disch-Lauxmann, Autor eines Sachbuchs über die Kokosinsel, schätzt, dass im Laufe der Zeit rund 500 Expeditionen die Insel aufsuchten, um nach den Schätzen zu graben. Seinen Höhepunkt erreichte das Schatzfieber in der ersten Hälfte des 20. Jahrhunderts. Viele Betrüger versuchten mit angeblich sicheren Hinweisen, Karten und Tagebuchaufzeichnungen Geldgeber anzulocken. Noch heute kursieren zahlreiche Schatzkarten im Internet.
Bereits im April 1879 machte sich der Schoner Vanderbilt an die Schatzsuche unter Wasser. Die Besatzung ruderte mit dem Beiboot, an dessen Bug ein Beobachter postiert war, der das kristallklare Wasser absuchte, zwölf Tage rund um die Insel, um eine angeblich versunkene spanische Galeone zu finden. Ein paar Tage später traf der Dampfer Rescue aus San Francisco ein, ebenfalls auf der Suche nach dem verborgenen Gold. Beide waren erfolglos. Die Schatzsucher suchten nach versunkenen Schiffen und Piratengold, von dem Lima-Schatz war zu dieser Zeit noch nicht die Rede.
Kapitän Thompson von der Mary Dear soll sich in der ersten Hälfte des 19. Jahrhunderts für einige Zeit als Freibeuter betätigt haben, jedoch 1838 seriös geworden sein. In einem westindischen Hafen habe er auf einem Handelssegler als Matrose angeheuert. Auf dem Schiff habe er mit einem Schiffszimmermann aus St. John’s (Neufundland) namens Keating Freundschaft geschlossen. Auf dieser Fahrt sei auch über den auf der Kokos-Insel versteckten Lima-Schatz gesprochen worden. Zwei Jahre später tauchte Thompson in St. John’s auf und quartierte sich bei Keating ein. Sie weihten den Kapitän einer Brigg namens Boig (nach anderen Quellen: Boag, Bogue oder Boeck) in ihre Pläne zur Schatzsuche ein. Boig hatte Kontakte zur Firma Smith & Irwin aus Liverpool, die die Brigg Edgecombe unter das Kommando von Boig stellte, sie gaben ihm jedoch einen Co-Kapitän der Firma namens Gault bei.:20 f. Am 20. Januar 1841 segelte die Edgecombe von St. John’s ab mit einer Ladung für Rio de Janeiro. Thompson war nicht an Bord. Über East Falkland erreichte die Brigg am 18. Juni 1841 die Kokosinsel. Boig und Gault gingen mit dem Beiboot an Land und Boig brachte eine kleine Menge Edelsteine zurück an Bord. Die Besatzung, die von dem Schatzfund erfahren hatte, war aufgebracht und forderte ihren Anteil. Boig, Gault und Keating beschlossen, unverzüglich nach Panama zu segeln, um die Mannschaft loszuwerden und dann zur Kokos-Insel zurückzukehren. An der panamaischen Küste angekommen, wollten sie mit dem Beiboot an Land rudern, doch das Boot schlug um, und Boig wurde ein Opfer der Haie. Als Boigs Sohn später die Seekiste seines Vaters öffnete, waren angeblich alle Aufzeichnungen, Karten und Juwelen gestohlen, mit Ausnahme eines kleinen Beutels mit 27 Edelsteinen. Kapitän Gault starb in Panama an einer Infektion, die er sich durch einen Insektenstich auf der Kokos-Insel zugezogen hatte. Der Maat der Edgecombe brachte das Schiff nach Liverpool zurück.
Ein Schiff mit Namen Edgecombe ist im Lloyd’s Register of British and Foreign Shipping für die Zeit von Juli 1835 bis Juni 1845 nicht verzeichnet.
In anderen Quellen liest sich die Geschichte anders: John Keating sei ein Fischer in St. John’s gewesen, der den verarmten Thompson aufgenommen habe. Auf dem Sterbebett soll Thompson ihm die Geschichte des Kirchenschatzes von Lima erzählt und eine Karte der Kokosinsel mit der Lage des Schatzes übergeben haben.:72 Keating konnte einen Kaufmann aus St. John’s namens William Boag, Eigner der Brigantine Edgecombe, von der Schatzgeschichte überzeugen.:127 Sie segelten zur Kokosinsel, und dort habe Keating in einer Höhle den Schatz von Lima entdeckt, bestehend aus „mehreren Kisten mit Goldmünzen und -barren, Silber und Edelsteinen, juwelenbesetzten Schwertern und der goldenen Statue der Jungfrau“.:183 Keating soll ein weiteres Mal auf der Kokosinsel gewesen sein und insgesamt Gold und Juwelen im Wert von 100.000 Dollar gefunden haben. Angeblich starb er als reicher Mann. Tatsächlich fand ihn ein Seemann namens Nicholas Fitzgerald im Februar 1868 in Codroy (Neufundland) als „alter Mann, in einer abbruchreifen Hütte lebend, ohne Geld und halbverhungert.“:135:46 Fitzgerald kümmerte sich um ihn und gemeinsam planten sie bis zu Keatings Tod im Jahr 1882 die Rückkehr zur Kokos-Insel.
Ein weiterer Schatzsucher, der angab im Besitz einer Kopie von Keatings Schatzkarte zu sein, war der ehemalige Walfang-Kapitän Fred Hackett aus Vancouver. Er unternahm 1897 mit dem Schoner Aurora einen Versuch, den Lima-Schatz zu heben. Hackett war überzeugt, das Schatzversteck gefunden zu haben, aber ein Erdrutsch habe die Ausgrabung verhindert. In Ermangelung von schwerem Grabungsgerät sei der Versuch abgebrochen worden. Im Jahr 1902 segelte Kapitän Hackett mit der Brigantine Blakely erneut zur Kokos-Insel. Er blieb dort für fünfundzwanzig Tage. Wieder fand er nichts und kehrte im August 1902 nach Victoria Harbour (British Columbia) zurück, ohne die Spur eines Schatzes gefunden zu haben. 1911 rüstete Hackett die Zweimastbark Hesper aus und segelte von Eagle Harbour (Washington) erneut zur Kokos-Insel.  Hackett konnte die auf Keatings Karte eingezeichneten Markierungen (zwei große Steine signiert mit einem „K“) nicht finden und gab auf.:42 f.
Keatings Witwe – seine zweite, wesentlich jüngere Frau, inzwischen Mrs. Brennan – war ebenfalls im Besitz einer Schatzkarte ihres verstorbenen Mannes. Sie segelte mit Kapitän Fred Hackett auf der Aurora zur Kokosinsel. Auch ihre Informationen scheinen nicht sehr zuverlässig gewesen zu sein, denn sie fand nichts.:53
August Gissler, ein Fabrikantensohn aus Remscheid, den die Regierung von Costa Rica 1897 sogar zum ersten und einzigen Gouverneur der Insel ernannte, war wohl der eifrigste Schatzsucher auf der Kokos-Insel. 1894 gründete er die „Cocos Plantation Company“ und verkaufte Aktien der Gesellschaft, um seine Schatzsuche zu finanzieren. Es gelang ihm, einige Familien als Arbeitskräfte für die Schatzsuche auf die Insel zu locken. Sechs Familien kamen am 13. Dezember 1894 an und weitere vier im Mai 1895. Sie lebten dort gemeinsam mit Gissler und seiner amerikanischen Frau in einer kleinen Kolonie und pflanzten Tabak, Bananen, Zitrusfrüchte, Getreide und Gemüse an. Die Siedlung bestand aber nur bis 1903, danach lebten Gissler und seine Frau bis 1908 alleine auf der Insel. Das Ehepaar zog dann nach New York City, wo Gissler versuchte, sein Wissen um den Schatz zu Geld zu machen. Er starb 1935 verarmt in New York. Bis zu seinem Tod lebte er von den Zuwendungen seiner Familie.:126 Seine Aufzeichnungen gelangten schließlich in den Besitz des New York-Times-Journalisten Julian A. Weston.
Gissler grub bei seiner Schatzsuche im Laufe der Jahre ganze unterirdische Tunnelsysteme, deren Spuren noch heute zu sehen sind. Er suchte nach dem verschollenen Kirchenschatz von Lima und war sich seiner Sache sicher, da er zwei Karten aus unterschiedlichen Quellen besaß, die den gleichen Ort als Versteck angaben. Darüber hinaus glaubte Gissler auch, dass der Piratenschatz von Benito Bonito auf der Kokosinsel vergraben sei. Alles, was er fand, waren einzelne im Sand vergrabene spanische Golddublonen. Über deren Anzahl gibt es die unterschiedlichsten Angaben, sie reichen von einer Münze bis zu 33.

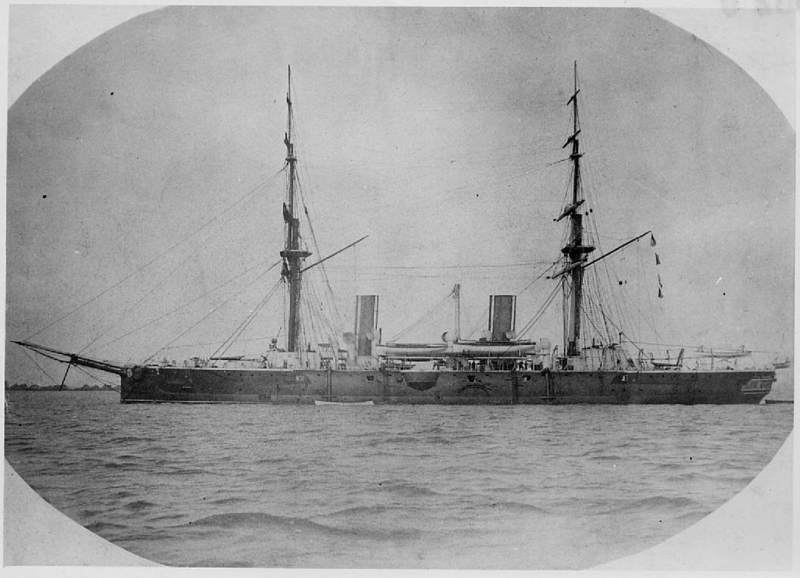
HMS Imperieuse (1883)

Weitaus bessere Möglichkeiten standen Admiral Henry St. Leger Bury Palliser (* 22. Juni 1839; † 17. März 1907), dem Commander-in-Chief der britischen Pacific Station von 1896 bis 1899, zur Verfügung. Er setzte kurzerhand die Mannschaft seines Flaggschiffes, des Panzerkreuzers HMS Imperieuse, zur Schatzsuche ein. In den Wirren eines Umsturzversuches gegen den General und amtierenden Präsidenten von Guatemala, José María Reina Barrios, hatte Palliser in Puerto San José eine zwielichtige Person namens Charles Edward Harford mit ihrem Begleiter F. A. Harris aufgenommen, der behauptete, den Schatz von Lima auf der Kokosinsel entdeckt zu haben. Er war auch im Besitz einer Schatzkarte. Die Imperieuse kam am 14. Oktober 1897 auf der Kokosinsel an. Die Mannschaft grub, wegen des andauernden Regens und der ständig nachrutschenden Erde unter Lebensgefahr, mehrere tiefe Löcher an den von Harford bezeichneten Stellen. Palliser ließ auch Pulverladungen anbringen, um Felsen wegzusprengen, aber ohne Erfolg. Am 16. Oktober 1897 verließ Palliser mit der Imperieuse die Insel, ohne eine Spur des Schatzes entdeckt zu haben. Die Aktion kostete Palliser das Amt, denn die Regierung von Costa Rica legte gegen die illegale Landung bewaffneter britischer Truppen in ihrem Hoheitsbereich diplomatischen Protest ein.
Palliser kehrte noch zweimal zur Kokos-Insel zurück, 1903 mit dem britischen Dampfer Lytton und zum Jahresende 1904 mit der Jacht Veronique, einem ehemaligen Trampschiff, deren Eigner der vermögende Earl Fitzwilliam war. Zur selben Zeit befand sich der Brite Harold Gray mit seiner Jacht Rosemarine auf der Insel, ebenfalls auf der Suche nach dem Lima-Schatz. Über die folgenden Ereignisse gibt es unterschiedliche Schilderungen. Offenbar kam es zwischen den Besatzungen der beiden Schiffe zu Handgreiflichkeiten, bei denen mehrere Matrosen der Veronique verletzt wurden. Nach einer anderen Darstellung kamen die Männer bei einem von einer unsachgemäßen Sprengung ausgelösten Erdrutsch zu Schaden. Die Schatzsuchen blieben ohne Ergebnis.

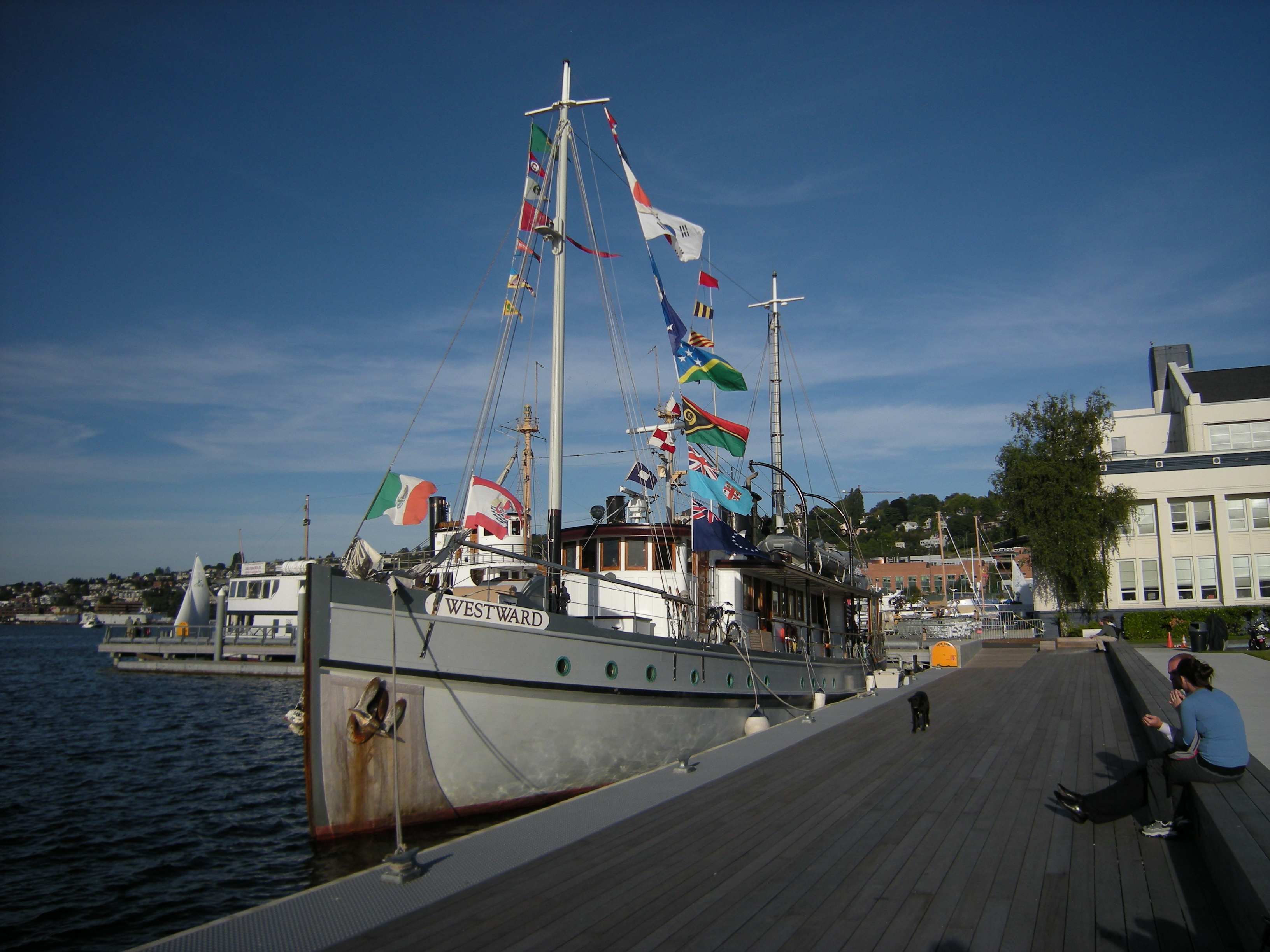
MV Westward, 2008 im Hafen von Seattle

Peter Bergmans (nach anderen Quellen: Petrus Bergmann), ein zwielichtiger Belgier, behauptete, in den 1920er Jahren auf der Kokosinsel eine Kiste voller Gold, eine 60 cm hohe, goldene Madonna und ein Skelett gefunden zu haben. Er war angeblich Besatzungsmitglied der Jacht Westward gewesen, Eigentümer ein Mr. Young aus Seattle, die 1929 vor der Küste Nicaraguas in einem Sturm gesunken sei. Bergmans habe sich zusammen mit dem Kapitän in das Beiboot retten können und sie seien auf der Kokosinsel gestrandet. Dort habe Bergmans beim Herumstreifen am Strand zufällig einen umfangreichen Goldschatz gefunden.:183–188 Mit dem wieder instand gesetzten Boot seien beide, die Taschen angeblich voller Goldmünzen und Juwelen, am 30. November 1929 in See gestochen und vier Tage später von dem deutschen Dampfschiff Nachwezeld, Kapitän Carl Heinrich, gerettet worden.:216
Einen Dampfer mit dem eigentümlichen Namen Nachwezeld hat es nach Auskunft des Deutschen Schifffahrtsmuseums Bremerhaven in den 1920er Jahren weder in Deutschland noch unter anderer Flagge gegeben.
Die Westward ist eine 1924 von Leslie „Ted“ Geary entworfene 26-Meter-Motorjacht (86 feet). Eigentümer war die Alaska Coast Hunting & Cruising Company von Campbell Church, die das Schiff für Hochseeangel- und Jagdexkursionen in Alaska und Kanada bauen ließ. Von einer Fahrt zur Kokosinsel ist nichts bekannt. Die Westward ist keineswegs gesunken, sondern liegt noch heute im Hafen von Seattle und wurde 2007 in die Liste des U.S. National Register of Historic Places aufgenommen.
Einer der zahlreichen Schatzsucher aus der ersten Hälfte des 20. Jahrhunderts war der britische Autorennfahrer Sir Malcolm Campbell, der im Februar und März 1926 mit seinem Freund, dem Autorennfahrer und Brauereierben Kenelm Lee Guinness auf dessen Jacht Ocean Rover zur Kokos-Insel fuhr. Campbell war im Besitz einer angeblich von Keating selbst gezeichneten Schatzkarte, die zuvor bereits durch mehrere Hände gegangen war. Obwohl sie einen Teil des Urwaldes in Brand setzten und Felsen mit Dynamit wegsprengten, blieben sie erfolglos. Campbell veröffentlichte 1931 ein Buch über seine Schatzsuche.

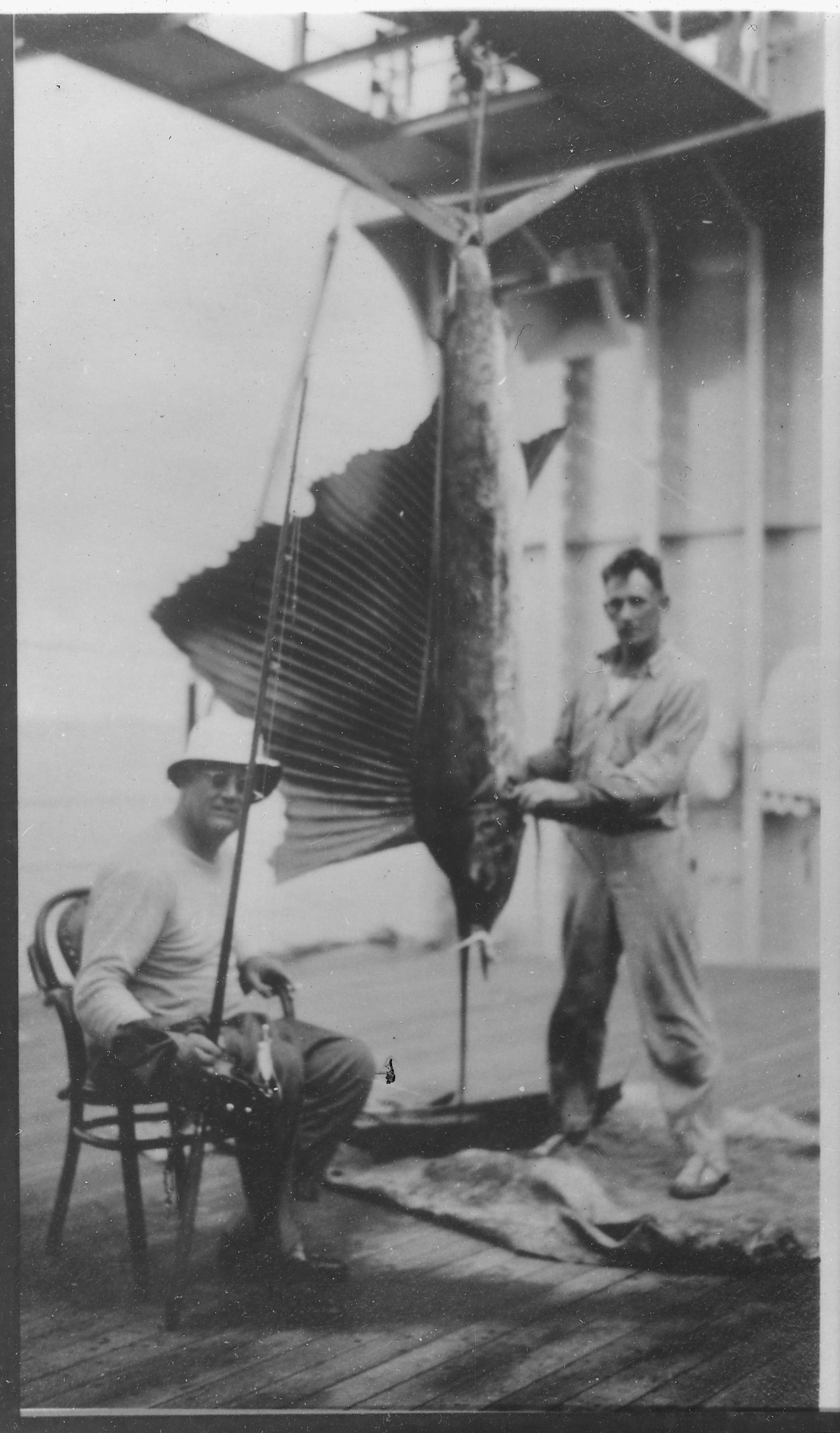
Präsident Roosevelt auf der USS Houston vor der Kokos-Insel

Sogar dem amerikanischen Präsidenten Franklin D. Roosevelt wird nachgesagt, sich für die Schätze der Kokos-Insel interessiert zu haben.:175 Allerdings ist dazu anzumerken, dass Roosevelt ein begeisterter Hochseeangler war. Am 9. Oktober 1935 ankerten die Kreuzer Houston und Portland in der Wafer-Bucht. Der Präsident und mehrere Begleitpersonen gingen mit den Beibooten der Kriegsschiffe in der Bucht zum Fischen, anschließend gab es ein Picknick am Strand. Es ist nicht überliefert, dass Roosevelt nach einem Schatz gegraben hätte oder Grabungen hatte vornehmen lassen.:262
Mit modernsten technischen Mitteln wollte der Brite Charles Augustus Arthur die Schatzsuche in den 1930er Jahren zum Erfolg bringen. Nach vorzeitigem Ausscheiden aus der Armee in Indien wurde er Aide-de-camp des schwerreichen Hari Singh, des Prinzen und Thronerben des Fürstenstaates von Kaschmir in Indien, und in einen Erpressungsversuch zu dessen Nachteil verwickelt. Arthur warb mit einer Frühform des Crowdfunding in Großbritannien um Geld für eine Schatzsuche auf der Kokos-Insel. Dank exzellenter Pressearbeit gelang es ihm, mit der Ausgabe von Kleinstanteilen ein beträchtliches Kapital anzusammeln. Er betonte, sich nicht auf Schatzkarten und angeblich authentische Berichte von Piraten zu verlassen, sondern nur mit wissenschaftlichen Methoden nach dem Schatz zu suchen, so wollte er zum Beispiel mit einem Tragschrauber die Insel überfliegen und mittels aus dem Cockpit gesendeter „elektrischer Strahlen“ das versteckte Gold aufspüren. Mit der Jacht Queen of Scots sandte er eine Gruppe von 18 Helfern zur Insel. Alle wurden alsbald inhaftiert und die Ausrüstung konfisziert, da Arthur keine Grabungsgenehmigung der Behörden Costa Ricas eingeholt hatte. Zurück in London, gelang es Arthur, erneut Kapital zu akquirieren und die „Treasure Recovery Limited“ als Aktiengesellschaft zu gründen, um mit der Jacht Veracity eine erneute, technisch (u. a. mit Metallsuchgeräten) bestens ausgestattete Expedition zur Kokos-Insel zu initiieren. Man hatte Peter Bergmans engagiert, der behauptete, die Lage des Schatzes zu kennen und die Expeditionsteilnehmer unmittelbar dorthin führen zu können. Trotz der Hinweise von Bergmans und wochenlanger Suche fanden sie nichts.:151–256
Die erste Hälfte des 20. Jahrhunderts war die Hochzeit der Schatzsuche auf der Kokos-Insel. Zahllose – legale und mehr noch illegale – Suchen fanden statt. Manche entwickelten dabei originelle Methoden, wenn sie keine Grabungsgenehmigung erhielten. Zum Beispiel kamen die US-Amerikaner Earl Palliser aus San Diego, Paul Stachwick aus Huron (South Dakota) und Gordon Brawner aus Springfield (Illinois) mit einem kleinen Segelboot zur Insel, wo sie angeblich Schiffbruch erlitten. Sie waren mit Jagdflinten, konservierten Lebensmitteln, Angeln und Grabungsgerät bestens ausgerüstet. Nach einigen Wochen Aufenthalt wurden sie von einem mexikanischen Fischerboot entdeckt und von der USS Sacramento „gerettet“.:234 Einen Schatz hatten sie nicht gefunden.
Da die Zeitungen häufig und umfangreich über die Schatzsuchen berichteten, wurde die Insel so populär, dass reiche Müßiggänger auch einmal versuchen wollten, den Schatz zu finden. Die „Expeditionen“ wurden eher als kurzfristige Abenteuer zur Unterhaltung der Gäste an Bord geplant – selbstverständlich mit allem Komfort – als dass es ernsthafte Unternehmen waren.
Im November 1938 kam die Jacht Metha Nelson (den Schoner hatte Metro-Goldwyn-Mayer für Dreharbeiten erworben) mit dem eher wenig bekannten Schauspieler Marino Bello (1883–1953), Stiefvater der Schauspielerin Jean Harlow, und mehreren illustren Gästen aus Hollywood vor der Kokosinsel an. An Bord waren auch der US-amerikanische Gangster Bugsy Siegel und einige seiner Freunde aus der Halbwelt sowie ein gewisser Bill Bowbier (oder Bill Bowbeer), der behauptete, das Versteck des Schatzes genau zu kennen, da er bei einem Strandspaziergang einige Jahre zuvor „zufällig“ darauf gestoßen sei.:286 Er verfügte über eine selbst angefertigte Karte, in der die Lage des Lima-Schatzes angeblich genau eingezeichnet war. Die Gruppe war mit Zelten, Lebensmitteln, Schaufeln, Hacken, Bohrern und Sprengstoff ausgerüstet. In den zwei Wochen, die das Schiff vor der Insel lag, wurde eifrig gegraben und mit Dynamit gesprengt, doch ein Schatz wurde nicht gefunden. Der Rückweg war ein Desaster. Es kam zum offenen Streit der Passagiere untereinander und die Mannschaft revoltierte. In einem Sturm vor Acapulco verlor der Schoner alle Segel und musste von einem zufällig vorbeikommenden Schiff in den Hafen geschleppt werden.
Offenbar glaubt man heute noch an sensationelle Schatzfunde auf der Kokos-Insel. Im Jahr 2012 berichteten einige Zeitungen in Großbritannien (u. a. die Daily Mail vom 5. August 2012 und The Daily Telegraph) über das Vorhaben des britischen Ingenieurs Shaun Whitehead, den Lima-Schatz zu finden. Er kündigte an, mit einer Kameradrohne die Insel zu überfliegen und mit einem in einen schlangenartigen Roboter eingebauten Bodenradar Hohlräume ausfindig zu machen. Whitehead behauptete, über eine Grabungserlaubnis der Behörden zu verfügen. Die Suche sollte mit dem Verkauf von Fernsehrechten und mit einer Exklusivberichterstattung finanziert werden. Die groß angekündigte Expedition fand niemals statt.
All diese Schatzgeschichten (und unzählige weitere) beruhen in einem hohen Maße auf purer Spekulation. Bis heute gibt es keinen glaubhaften Beleg, dass auf der Kokosinsel je ein Schatz gefunden worden ist. Das Betreten der Insel bedarf der behördlichen Erlaubnis. Grabungsgenehmigungen werden ausnahmslos verweigert, und die Naturpark-Ranger wachen darüber, dass keine illegalen Suchen stattfinden.

## Tauchsport
Die Kokosinsel ist heute das Ziel von Tauchsafaris. In den umgebenden Gewässern kann man Schwärme von Hammerhaien und anderen großen Haiarten, Meeresschildkröten, mehrere Rochenarten, darunter auch Riesenmantas, sowie andere Großfische beobachten. Die Sicht unter Wasser ist außergewöhnlich gut. PADI zählt die Kokosinsel zu den zehn besten Tauchgebieten der Welt. Während der Tauchtouren darf auch die Kokosinsel betreten werden, jedoch nur für wenige Stunden, an vorgegebenen Stellen und unter Aufsicht der Parkranger.

## Stevensons Schatzinsel

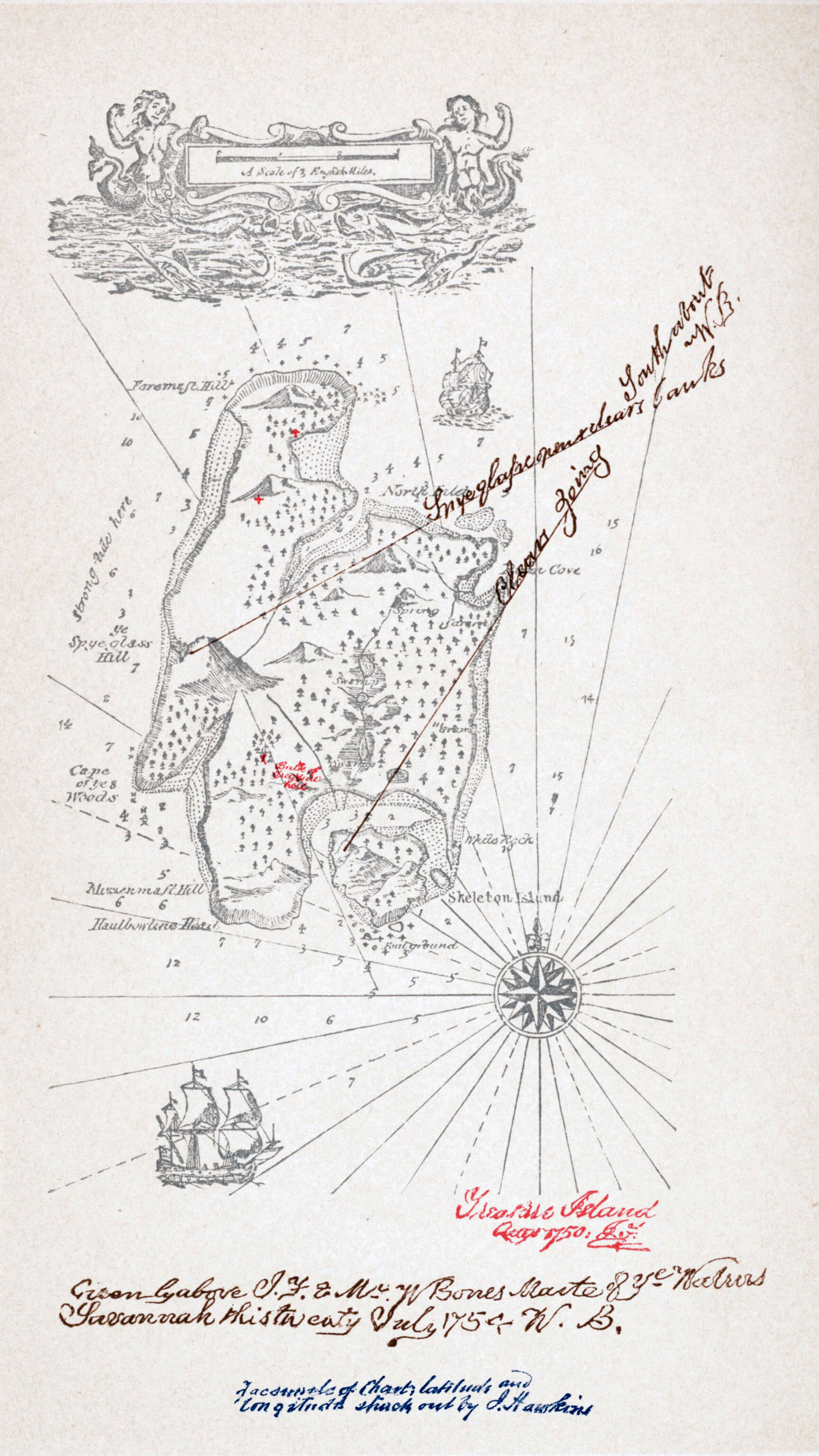
Karte von Stevensons Schatzinsel

1881/82 veröffentlichte der schottische Schriftsteller Robert Louis Stevenson seinen berühmten Roman „Die Schatzinsel“ (Originaltitel: Treasure Island), zunächst als Fortsetzungsgeschichte in dem britischen Jugendmagazin Young Folks. Das Konzept dazu hatte er 1880/81 während eines Kuraufenthaltes in Davos entworfen, der Großteil des Romanes entstand jedoch während eines verregneten Spätsommers in Braemar. Ob die Kokos-Insel dabei als Vorbild gedient hat, ist umstritten. In Braemar war auch Stevensons zwölfjähriger Stiefsohn Lloyd Osbourne, der sich damit beschäftigte, die Karte einer Pirateninsel zu zeichnen. Stevenson trat hinzu und gemeinsam schmückten sie die Karte aus, fügten Namen ein und zeichneten Handlungsorte des Romans wie die Skelettinsel, den Spyglass Hill und die drei roten Kreuze des Schatzverstecks ein. Der Erstausgabe des Romans (und den meisten späteren Neuauflagen) war diese Karte beigelegt, die die Schatzinsel abbildet und wesentliche, in dem Buch vorkommende Örtlichkeiten zeigt.
Stevensons Schatzinsel ist mit 9 Meilen (14,6 km) Länge und 5 Meilen (8 km) Breite fast doppelt so groß wie die Kokos-Insel. Außerdem ist der Verlauf der Küstenlinie sowie die Orientierung nach den Himmelsrichtungen gänzlich anders. In Stevensons Schatzkarte sind die beiden auffälligen Buchten Bahía Chatham und Bahía Wafer nicht eingezeichnet, und auch die Form der Wälder und Hügel weicht ab.
Es ist nicht sicher belegt, dass Stevenson von den angeblichen Schätzen auf der Kokos-Insel, insbesondere dem Lima-Schatz, Kenntnis hatte. Er selbst macht in seinem Essay „Mein erstes Buch“ über die Entstehung des Romanes dazu keine Angaben, auf die Kokos-Insel nimmt er keinen Bezug.
Der Schweizer Walter Hurni glaubt Beweise zu haben, dass Stevenson den Kirchenschatz von Lima auf der Insel Tafahi – auf alten Karten auch „Cocos Eilandt“ genannt – vermutete. Somit wäre Tafahi im Ostpazifik die Vorlage für den Roman „Die Schatzinsel“ gewesen. Die Recherchen von Walter Hurni wurden von Alex Capus in seinem Roman „Reisen im Licht der Sterne“ verarbeitet.

## Sonstiges
Die Kokosinsel ist nicht identisch mit der von Jacob Le Maire so getauften und am 11. Mai 1616 entdeckten Insel. Das ist die heute zum Königreich Tonga gehörende Insel Tafahi. Die Reiseroute von Jacob Le Maire und Willem Cornelisz Schouten führte nicht an der Kokosinsel (Costa Rica) vorbei.
Eine weitere, eher kuriose Geschichte kursiert in Australien und im Internet. Der Pirat Benito Bonito, der das Gold aus der Kathedrale von Lima geraubt habe, sei quer über den gesamten Pazifik gesegelt und habe den Schatz auf Cocos Island, einem winzigen, sandigen Inselchen vor der australischen Kleinstadt Queenscliff (Victoria), versteckt. Obwohl eine Schatzkarte vorliegen soll, sei das Gold bisher nicht gefunden worden, weil eine Landmarke, ein großer Baum, inzwischen gefällt worden sei. Nach einer anderen Version dieser Geschichte soll Benito Bonito den Lima-Schatz in einer Höhle an der Swan Bay bei Queenscliff versteckt und den Eingang anschließend mit einer Sprengung versiegelt haben. 1937 trieben Schatzsucher unter hohen Kosten einen 14 Meter tiefen Schacht in das Ufer der Swan Bay. Als die Grube voll Wasser lief, suchte ein Taucher unter der Wasseroberfläche weiter, jedoch ohne Erfolg.  Als 1953 eine Silbermünze aus dem 18. Jahrhundert am Strand der Swan Bay gefunden wurde, brach erneut das Schatzfieber aus, doch wieder war die Suche vergeblich. Die Episode um Bonitos Schatz in Queenscliff wird auch in der australischen Fernsehserie Miss Fishers mysteriöse Mordfälle (Folge 15: Drei Morde, drei Mörder) thematisiert.
Im Internet wird ein Hoax verbreitet, dass am Strand der Kokos-Insel ein Sturm eine Kiste mit einem Schatz im Wert von zweihundert Millionen US-Dollar freigelegt habe. Bei näherer Untersuchung sei zudem eine massiv goldene Statue der Jungfrau Maria ausgegraben worden. Die Falschmeldung geht auf einen Artikel auf der Internetseite des Vatican Enquirer aus dem Jahr 2016 zurück, der von sich selbst schreibt, sein Ziel sei ein satirischer Blick auf die Schlagzeilen in der Welt und seine Meldungen seien näher an einer Lüge als an der Wahrheit („the news closer to being a lie than the truth“). Das Bild der angeblich 84,7 kg schweren, massiv goldenen Madonna auf der Internetseite zeigt die Goldene Madonna aus dem Essener Domschatz, der man die Essener Krone aufkopiert hat. Die Skulptur aus dem 10. Jahrhundert ist in Wirklichkeit aus Pappelholz geschnitzt und mit Goldfolie überzogen.
Eine weitere, mehrfach geteilte Internetseite behauptet, dass zwei Park-Ranger nach einem Sturm einen Schatz, bestehend aus Gold- und Silbermünzen, Schmuckstücken, Juwelen und kostbaren Leuchtern, gefunden hätten. Die Geschichte ist frei erfunden, für die Richtigkeit gibt es keinen Beweis. Das beigefügte Foto zeigt Fundstücke aus dem Wrack der 1985 von Mel Fisher entdeckten spanischen Galeone Nuestra Señora de Atocha.

## Deutschsprachige Literatur
- Georg Bremer: Die Geheimnisse der Kokosinsel: Abenteurer auf der Suche nach den größten Piratenschätzen der Welt. Books on Demand, Norderstedt 2009, ISBN 978-3-8370-9655-2.
- Peter Disch-Lauxmann: Die authentische Geschichte von Stevensons Schatzinsel. Rasch und Röhrig, Hamburg-Zürich 1985, ISBN 3-89136-038-X. (ein spannend geschriebenes, aber in großen Teilen auch spekulatives „Standardwerk“ über die Schatzsuche auf der Kokosinsel)
- Ina Knobloch: Das Geheimnis der Schatzinsel: Robert Louis Stevenson und die Kokosinsel – einem Mythos auf der Spur. Mare-Buchverlag, Hamburg 2009, ISBN 978-3-86648-097-1. (Die Biologin und Journalistin Dr. Ina Knobloch war verantwortlich für Fernseh-Dokumentationen über die Kokos-Insel und August Gissler, die in der Reihe Terra X gesendet wurden)

Darüber hinaus gibt es eine Vielzahl von englischsprachigen Veröffentlichungen.